# Syngnathus makaxi
Syngnathus makaxi är en fiskart som beskrevs av Earl Stannard Herald och Dawson 1972. Syngnathus makaxi ingår i släktet Syngnathus och familjen kantnålsfiskar. Inga underarter finns listade i Catalogue of Life.